# Cotoneaster poluninii
Cotoneaster poluninii är en rosväxtart som beskrevs av Gerhard Klotz. Cotoneaster poluninii ingår i släktet oxbär, och familjen rosväxter. Inga underarter finns listade i Catalogue of Life.